# 岡田利規
岡田 利規（おかだ としき、1973年7月10日-　）は、日本の劇作家、演出家、小説家。チェルフィッチュ主宰。神奈川県横浜市出身。熊本県在住。

## 経歴
- 横浜市の永田台小学校・永田中学校出身。中学時代は映画監督に憧れ、ジム・ジャームッシュが好きだった。

### 1990年代
- 1992年4月、慶應義塾大学商学部入学。同年、夢の遊眠社の解散公演『ゼンダ城の虜―苔むす僕らが嬰児の夜』を観劇し刺激を受ける。岩田暁一ゼミに所属していた。大学を「卒業するくらいの年」に影響を受けた本として平田オリザ『平田オリザの仕事１　現代口語演劇のために』（晩聲社、1995年3月）、ベルトルト・ブレヒト『今日の世界は演劇によって再現できるか―ブレヒト演劇論集』（白水社、1996年6月）を挙げている[1]。
- 地域振興のシンクタンクが、その地域の住民を対象に行なったヒアリングなどをテープ起こしするアルバイトをやっていた経験がある。それが「キチンと喋らない台詞、要領を得ない台詞を書くきっかけのひとつ」になったと語っている[1]。
- 1997年、ソロ・ユニットチェルフィッチュを旗揚げ。同年8月、相鉄本多劇場にて旗揚げ公演。
- 1999年、横浜STスポット主催のショーケース形式の演劇フェスティバル「スパーキングシアター」にチェルフィッチュとして参加。以降、STスポットを拠点に活動。

### 2000年代
- 2005年、『三月の5日間』で第49回岸田國士戯曲賞を受賞。選考委員からは、演劇というシステムに対する強烈な疑義と、それを逆手に取った鮮やかな構想が高く評価された。とらえどころのない日本の現在状況を、巧みにあぶり出す手腕にも注目が集まった。同年7月『クーラー』で「TOYOTA CHOREOGRAPHY AWARD 2005ー次代を担う振付家の発掘ー」最終選考会に出場。9月、横浜文化賞文化・芸術奨励賞を受賞。
- 2006年6月、ドイツ、ミュールハイム劇作家フェスティバル "Stuecke'06/International Literature Project in the course of the Football World Cup 2006" 日本劇作家代表として参加。
- 2007年、チェルフィッチュが舞台芸術祭クンステン・フェスティバル・デザールに招聘される。10月、第56回神奈川文化賞・スポーツ賞で文化賞未来賞を受賞。
- 2008年3月3日（水）、コンテンポラリー・パフォーミングアーツ国際ネットワーク会議にてクリストフ・スラフマイルダー（クンステン・フェスティバル・デザールの芸術監督）とともに基調講演を行った。モデレーターは内野儀。
- 2008年4月、『わたしたちに許された特別な時間の終わり』で第2回大江健三郎賞受賞。

### 2010年代
- 2010年3月1日 - 2日、東京芸術見本市2010にて平田オリザと対談。
- 2012年より岸田國士戯曲賞の審査員を務める。
- 2014年、東京都現代美術館にて映像インスタレーション作品『4つの瑣末な　駅のあるある』を発表。
- 2015年4月、『現在地』で第28回三島由紀夫賞候補になるも落選。上田岳弘「私の恋人」が受賞。
- 2016年、ドイツの公立劇場ミュンヘン・カンマーシュピーレ（Münchner Kammerspiele）のレパートリー作品の演出を3シーズンにわたって務める。第1弾として6月から7月にかけて（初日は6月24日）『ホットペッパー、クーラー、そしてお別れの挨拶』を6回上演。同年8月、瀬戸内国際芸術祭にて長谷川祐子によるキュレーションのもと、ダンサー・振付家の森山未來との共作パフォーマンスプロジェクト『in a silent way』を滞在制作、発表。
- 2017年2月、ミュンヘン・カンマーシュピーレのレパートリー作品の演出第2弾として『NŌ THEATER』を上演。6月、自治区のトークシリーズ〈In a Grove〉の第2回目として、金沢21世紀美術館プロジェクト工房にてウティット・ヘーマムーンと対談「国民国家と芸術ータイについて考える」を行う。7月、日本のロームシアター京都 サウスホールにて『NŌ THEATER』を上演。
- 2018年4月から5月にかけて、ミュンヘン・カンマーシュピーレのレパートリー作品第3弾として『NO SEX』を発表。また、同年8月、タイ人作家ウティット・ヘーマムーンが2017年6月に発表した小説『プラータナー：憑依のポートレート』（原題 ”Rang Khong Pratthana” , 英題”Silhouette Of Desire”）を原作とした演劇作品のバンコク公演（世界初演）がチュラーロンコーン大学文学部演劇学科のソッサイパントゥムコーモン劇場にて行われるが、岡田はその脚本、演出を担当。12月には「ジャポニスム2018」の企画の一環としてフランスポンピドゥー・センターでの公演が予定されている。

### 2020年代
- 2021年1月、『未練の幽霊と怪物　挫波／敦賀』で第72回読売文学賞受賞。
- 2022年5月、『ブロッコリー・レボリューション』で第35回三島由紀夫賞受賞。
- 2024年4月、2026年4月1日付で東京芸術劇場の新芸術監督（舞台芸術部門）に就任することが発表された。※山田和樹氏（音楽部門）と共に[2]
- 2024年4月、2025年度から東京芸術祭（現：秋の隕石2025東京）アーティスティックディレクターに就任することが発表された。[3]

## 著作

### 戯曲
- 『三月の5日間』（2005年、白水社、ISBN 9784560035917）  「マリファナの害について」「三月の5日間」「労苦の終わり」収録

- 『エンジョイ・アワー・フリータイム』（2010年、白水社、ISBN 9784560080535）  「ホットペッパー、クーラー、そしてお別れの挨拶」「フリータイム」「エンジョイ」収録
  - フリータイム（『新潮』2008年6月号）
- 『現在地』（2014年、河出書房新社、ISBN 9784309023434）  「わたしたちは無傷な別人である」「現在地」「地面と床」収録
  - 地面と床（『新潮』2014年1月号）
- 『三月の5日間［リクリエイテッド版］』（2017年、白水社、ISBN 9784560094143）  「三月の5日間［リクリエイテッド版］」「あなたが彼女にしてあげられることは何もない」「部屋に流れる時間の旅」「God Bless Bassball」収録
  - あなたが彼女にしてあげられることは何もない（『新潮』2017年1月号）
  - 部屋に流れる時間の旅　（『新潮』2016年4月号）
  - God Bless Bassball（『新潮』2015年12月号）
- 『未練の幽霊と怪物　挫波／敦賀』（2020年7月、白水社、ISBN 9784560097830）  「未練の幽霊と怪物　挫波／敦賀」「NŌ THEATER」収録
  - NŌ THEATER（『新潮』2018年7月号）
- 単行本未収録（出版されたもの）
  - ゾウガメのソニックライフ（『新潮』2011年4月号）
  - ZERO COST HOUSE（『群像』2013年2月号）
  - THE VACUUM CLEANER（『ことばと』vol.2、書肆侃侃房）

### 舞台作品（初演のみ）
チェルフィッチュ名義の作品については同項目を参照。
表記：作品名［クレジット］（年月、会場（都市）、フェスティバル名、カンパニー名、その他情報）
- 団地の心への旅［作・演出］（2001年11月、STスポット横浜、STスポット演劇フェスティバル　スパーキング21）
- エンジョイ［作・演出］（2006年12月、新国立劇場　小劇場）
- 奇妙さ（2007年3月、伊丹アイホール、ワークショップ＆パフォーマンス公演）
- ゴーストユース［作・演出］（2007年11月、PRUNUS HALL）
- 三人の女［作］（2008年12月、本多劇場、竹中直人の匙かげん3、演出：竹中直人）
- おにのこあんご［作］（2010年5月、六本木Super Delux、紙芝居作品）
- 家電のように解り合えない［作・演出］（2011年9月、あうるすぽっと、あうるすぽっとプロデュース、美術：金氏徹平）
- Unable to see［作・演出］（2012年6月、Templehofer Park（ベルリン）、WORLD IS NOT FAIR）
- ZERO COST HOUSE［作］（2012年9月、Arts Bank at the University of the Arts（フィラデルフィア）、Philadelphia Live Arts Festival & Philly Fringe、Pig Iron Company、演出：ダン・ローゼンバーグ）
- THE END［台本・共同演出］（2012年12月、山口情報芸術センター［YCAM］、渋谷慶一郎＋岡田利規、ボカロオペラ）

### 小説

#### 単行本
- 『わたしたちに許された特別な時間の終わり』（2007年、新潮社、のち文庫、ISBN 9784101296715）
  - 三月の5日間（『新潮』2005年12月号）
  - わたしの場所の複数（『新潮』2006年10月号）
- 『ブロッコリー・レボリューション』（2022年6月 新潮社）
  - 楽観的な方のケース（『新潮』2008年6月号）
  - ショッピングモールで過ごせなかった休日（『新潮』2013年5月号）
  - ブレックファスト（『GRANTA早稲田文学vol.1』2014年3月号）
  - 黄金期（『文藝』2019年夏季号）
  - ブロッコリー・レボリューション（『新潮』2022年2月号）

#### 単行本未収録作品
- 耐えられるフラットさ（『新潮』2010年12月号）
- 距離、必需品（『群像』2011年2月号）
- 問題の解決（『群像』2011年12月号）
- 女優の魂（『美術手帖』2012年2月号）
- スティッキーなムード（『新潮』2015年6月号）

### 評論
- 『遡行 変形していくための演劇論』河出書房新社 2013
- 『コンセプション』佐々木敦、桜井圭介らとの対談　天然文庫、2014年2月。 - Kindleのみ。

### 新聞
- 神奈川新聞 ゆとり欄 「木もれ日」（リレー小説）

## 演出
- カスカンド（2007年3月、にしすがも創造舎、東京国際芸術祭2007・ベケット生誕100年記念フェスティバル、作：サミュエル・ベケット）
- タトゥー（2009年5月、新国立劇場、作：デーア・ローアー（Dea Loher））
- 友達（2008年11月、シアタートラム、作：安部公房）
- 歌劇『夕鶴』（2021年10月、東京芸術劇場、作曲：團伊玖磨、台本：木下順二）

- 木下歌舞伎『桜姫東文章』

## 受賞歴
- 第49回岸田國士戯曲賞（2005年2月、『三月の5日間』で受賞）
- 第54回横浜文化賞文化・芸術奨励賞（2005年9月）
- 第2回大江健三郎賞（2008年4月、小説集『わたしたちに許された特別な時間の終わり』で受賞）
- 第72回読売文学賞（2021年1月、『未練の幽霊と怪物　挫波／敦賀』で受賞）
- 第35回三島由紀夫賞（2022年5月、『ブロッコリー・レボリューション』で受賞）

## 注
1. 1 2  “アーティスト・インタビュー：岡田利規 | Performing Arts Network Japan”. www.performingarts.jp. 2018年7月13日閲覧。
2. ↑  “東京芸術劇場新芸術監督の就任について 　 東京芸術劇場”. www.geigeki.jp. 2025年6月13日閲覧。
3. ↑  “2025年度より 東京芸術祭 アーティスティックディレクターに 岡田利規氏の就任が決定！”. 東京芸術祭 (2024年4月25日). 2025年6月13日閲覧。